# مارغريت بينيت (متزلجة فنية)
مارغريت بينيت (بالإنجليزية: Margaret Bennett)‏ هي متزلجة فنية أمريكية، ولدت في 17 سبتمبر 1910 في منيابولس في الولايات المتحدة، وتوفيت في 7 يونيو 1984.

## وصلات خارجية
- مارغريت بينيت على موقع أوليمبيديا (الإنجليزية)